# Óčko Expres
Óčko Expres je česká hudební televizní stanice, která zahájila vysílání 15. srpna 2013. Vysílá na internetu, v kabelové televizi, IPTV a na satelitu. Zaměřuje se na moderní hudbu.

## Historie
Společnost MAFRA chtěla spustit třetí kanál. Nabízely se dvě varianty: Óčko 3 a Óčko Expres, která vyhrála. Je to třetí kanál TV Óčko. Dramaturgii Óčka Expres zajišťuje pražské Expresradio spadající rovněž pod skupinu MAFRA.
Vysílá na IPTV a v kabelových společnostech. V pozemním vysílání ji lze zachytit v Regionální síti 8 a Regionální síti 12.